# Suszyca (Góry Bialskie)
Suszyca (dawniej niem. Dürrerberg, Dürren Berg) – góra o wysokości około 1053 m n.p.m. znajdująca się w Górach Bialskich w Sudetach, na terenie Śnieżnickiego Parku Krajobrazowego. Wiele źródeł podaje wysokość 1047 (zob. np.), odnosi się to jednak do punktu pomiarowego o wys. 1047,2 znajdującego się wyraźnie poniżej szczytu.
Jest charakterystycznym wzniesieniem widocznym z leżącego w dolinie Stronia Śląskiego w kierunku południowo-wschodnim.

## Geografia i geologia
Suszyca jest szczytem wznoszącym się w północno-zachodniej części Suchej Kopy i wyrasta z rozległej wierzchowiny, którą wydzielają doliny potoków Młynówka od północy i Łacin od południa. Zbudowana jest z łupków metamorficznych (łupków łyszczykowych), należących do metamorfiku Lądka i Śnieżnika. Porośnięta świerkowym lasem regla dolnego domieszkowanego bukiem tworzącym miejscami zwarte drzewostany. Obecnie część szczytowa jest odsłonięta w wyniku wycinki i obsadzona na nowo.

## Turystyka
Ze szczytu rozciąga się szeroka panorama na okoliczne góry i miejscowości w dolinie. Na Suszycę nie prowadzi jednak żaden znakowany szlak turystyczny, a okolica należy do słabo uczęszczanych, bezludnych rejonów. Na szczyt dotrzeć można ze Starej Morawy tzw. Suchą Drogą.